# Symporter

Een symporter is een soort membraantransporter die tegelijkertijd meerdere soorten ionen of moleculen de cel in transporteert. Een symporter bevindt zich dus in het celmembraan. Een voorbeeld hiervan is de NKCC (Natrium-Kalium-Chloride cotransporter) die simultaan twee Cl-, een K+ en Na+-ionen de cel in transporteert.